# Раківська сільська рада (Томашпільський район)
| Раківська сільська рада — колишній орган місцевого самоврядування у Томашпільському районі Вінницької області з адміністративним центром у с. Ракова. Сільській раді підпорядковані населені пункти: - с. Ракова |

## Склад ради
Рада складається з 16 депутатів та голови.

## Керівний склад сільської ради
| ПІБ                   | Основні відомості                                                 | Дата обрання | Дата звільнення |
| --------------------- | ----------------------------------------------------------------- | ------------ | --------------- |
| Бакус Василь Якович   | Сільський голова, 1953 року народження, освіта, безпартійний      | 26.03.2006   | 01.03.2007      |
| Пацюк Ніна Степанівна | Сільський голова, 1957 року народження, освіта, позапартійна      | 29.07.2007   | 31.10.2010      |
| Пацюк Ніна Степанівна | Сільський голова, 1957 року народження, освіта вища, позапартійна | 31.10.2010   |                 |

Примітка: таблиця складена за даними джерела